# کلیسای سنت پل (طرسوس)

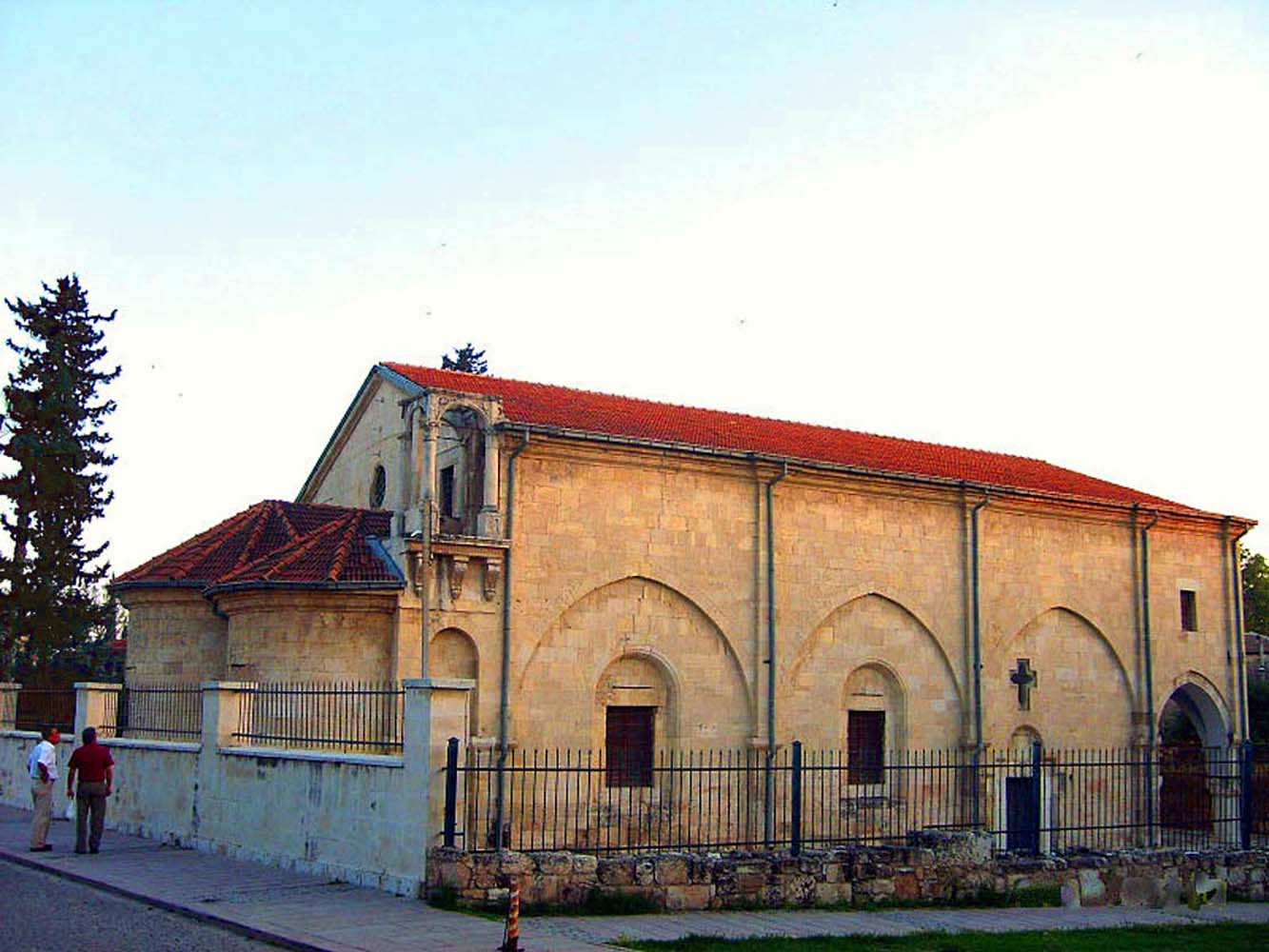
کلیسای سنت پل

کلیسای سنت پل (یونانی: Εκκλησία του Αγίου Παύλου Ekklisía tou Agíou Pávlou) کلیسایی در طرسوس، استان مرسین، ترکیه است.

## طرسوس و کلیساها

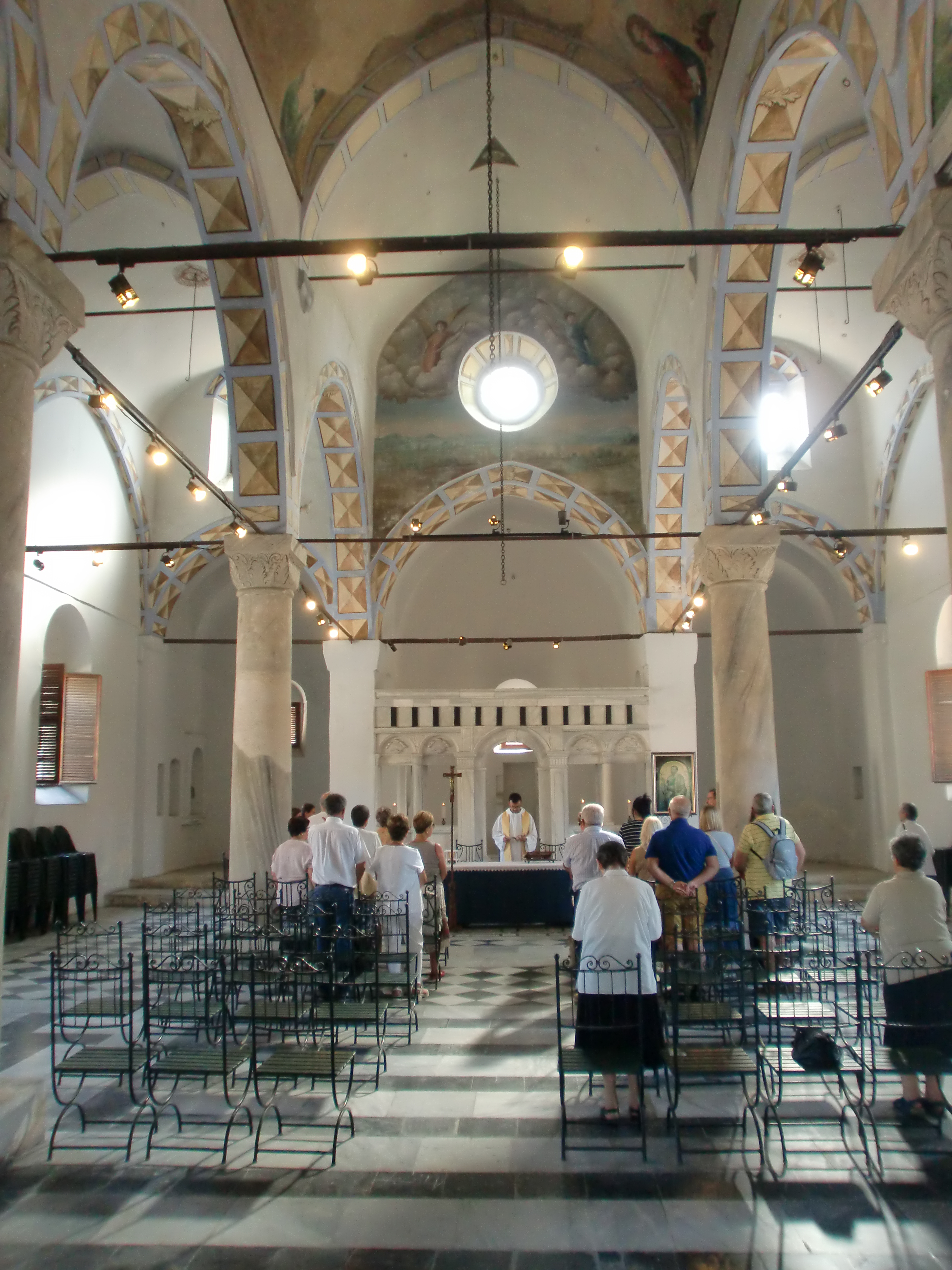
نمای داخلی کلیسا در زمان برگزاری مراسم مذهبی

طرسوس، واقع در کیلیکیه در خاور نزدیک باستان، که امروزه در جنوب ترکیه قرار دارد، در دوران باستان و قرون وسطی شهری مهم بود. مقبره‌های دانیال پیامبر در کتاب مقدس و مأمون (۷۸۶–۸۳۳) خلیفه عباسیان در طرسوس قرار دارند. پولس رسول نیز از اهالی طرسوس بود. او در طرسوس به‌عنوان یک یهودیان به نام شائول متولد شد و پس از گرویدن به مسیحیت، سفرهای تبلیغی متعددی انجام داد که در نهایت منجر به دستگیری و گردن زدن او توسط امپراتور روم، نرون، در سال ۶۴ یا ۶۷ میلادی در تاریخ ۲۹ ژوئن شد. پس از مرگ پولس، طرسوس همچنان به‌عنوان شهری مهم در منطقه باقی ماند. این شهر در طول تاریخ تحت حکومت امپراتوری بیزانس، خلافت عباسی، امپراتوری سلجوقی، پادشاهی ارمنی کیلیکیه، رمضانیان و در نهایت امپراتوری عثمانی قرار گرفت.
مشخص نیست که آیا پولس در طرسوس کلیسایی تأسیس کرده بود یا نه، اما در سال ۱۷۰۴، پی. لوکاس گزارش داد که کلیسایی به سبک رمانسک وجود دارد که به گفته او، توسط پولس ساخته شده است. ویکتور لانگلوآ، که در سال ۱۸۵۱ از طرسوس بازدید کرد، این ادعا را تأیید کرد. او در توصیف خود به دیوارهای ضخیم با سبک رومی، پنجره‌هایی که از بیرون باریک‌تر از داخل هستند، و ستون‌های ضخیم اشاره کرده است، اما اسناد دیگری برای تأیید این ادعا در دست نیست.
مهم‌ترین زیارتگاه مسیحی در مرسین قرون وسطی، کلیسای جامع ارمنی Hagia Sophia بود که در آن لوون یکم، شاه ارمنستان از خاندان روبنیان، در سال ۱۱۹۸ میلادی توسط کنراد فون ویتلزباخ، اسقف اعظم ماینتس و نماینده پاپ، به‌عنوان پادشاه پادشاهی ارمنی کیلیکیه تاج‌گذاری کرد.
فریدریش یکم، امپراتور مقدس روم در تاریخ ۱۰ ژوئن ۱۱۹۰ در رودخانه گوسکو (Göksu امروزی) غرق شد و گفته می‌شود که قلب و اندام‌های داخلی او ممکن است در کلیسای سنت پل دفن شده باشند.

## کلیسای سنت پل
بر اساس سنت، تاریخ ساخت کلیسای سنت پل ۱۱۰۲ میلادی عنوان شده است، اما سازه کنونی، که یک باسیلیکای بدون گنبد است، در سال ۱۸۶۲ ساخته یا بازسازی شده است. ورودی کلیسا از طریق یک دروازه تزئین‌شده انجام می‌شود. مساحت کل ساختمان کلیسا ۴۶۰ متر مربع است. طولانی‌ترین بُعد ساختمان شامل دیوارهای سنگی و طاق‌های کور است. فضای داخلی کلیسا دارای ابعاد ۱۹٫۳۰ در ۱۷٫۵۰ متر (۶۳٫۳ در ۵۷٫۴ فوت) است. در گوشه شمال شرقی، یک برج ناقوس مرتفع قرار دارد. پنجره‌های شبستان مرکزی با تصاویری از فرشتگان و مناظر تزئین شده‌اند. در سقف، نقاشی‌های دیواری از عیسی در مرکز و همچنین متی، مرقس، لوقا و یوحنا در دو طرف قرار دارند.